# Мебш, Михаил Павлович
Михаил Павлович Мебш (25 мая 1921, Деражнянский район, Хмельницкая область — 27 марта 1944, Николаев) — краснофлотец Рабоче-крестьянской Красной армии, участник Великой Отечественной войны, Герой Советского Союза (1945).

## Биография
Михаил Мебш родился 25 мая 1921 года в селе Подолянское (ныне — Деражнянский район Хмельницкой области Украины). До войны работал в колхозе. В 1941 году Мебш был призван на службу в Военно-морской флот СССР. С мая 1943 года — на фронтах Великой Отечественной войны. К марту 1944 года краснофлотец Михаил Мебш был разведчиком разведвзвода 384-го отдельного батальона морской пехоты Одесской военно-морской базы Черноморского флота. Отличился во время освобождения Николаева.
В составе десантной группы Константина Ольшанского Мебш в марте 1944 года высадился в Николаевском речном порту и в течение двух суток принял активное участие в отражении восемнадцати вражеских контратак. 7 марта 1944 года Мебш погиб в бою практически со всеми своими товарищами, однако ольшанцы успешно выполнили боевую задачу, уничтожив около 700 немецких солдат и офицеров и большое количество боевой техники. Похоронен в Сквере 68-ми десантников в Николаеве.
Указом Президиума Верховного Совета СССР от 20 апреля 1945 года за «образцовое выполнение боевых заданий командования на фронте борьбы с немецкими захватчиками и проявленные при этом отвагу и геройство» краснофлотец Михаил Мебш посмертно был удостоен высокого звания Героя Советского Союза. Также посмертно был награждён орденом Ленина.